# 德莫克拉特·列昂诺夫
德莫克拉特·弗拉基米罗维奇·列昂诺夫（俄语：Демократ Владимирович Леонов，1926年4月1日—1969年3月15日），苏联边防军上校，苏联英雄（追授）。他死于1969年中苏边境冲突。

## 生平
1926年4月1日，列奥诺夫出生于巴库，是边防警卫弗拉基米尔·列奥诺夫的儿子。1942年，他开始在阿尔汉格尔斯克担任海军检察员。1943年完成九年级学业后，他被送往内务人民委员部的奥尔忠尼启泽军事学校学习，並于1947年加入苏共。毕业后，他被任命为哨所副所长，随后成为外高加索边防区第125阿尔塔沙特边防部队哨所所长。
1954年从内务部军事学院毕业后，列奥诺夫再次被分配到外高加索边防区，担任第10希恰乌尔边防部队辖区的指挥官。四年后，他升任该驻防部队的参谋长。1965年，列奥诺夫调任滨海边疆区的伊曼市，出任新组建的第57边防部队的指挥官，该部队隶属于太平洋边防区。在列奥诺夫的领导，以及滨海边疆区各企业和组织的协助下，第57边防部队开展了大规模的基础设施建设。部队营区、住房、为军人家庭和伊曼市民众服务的一系列社会设施得以建成，还新建了多处边防哨所和指挥部，并完成了对第57边防部队辖区的工程设施建设。1965—1968年，随着中苏冲突加剧，该部队辖区内新的边境防卫体系最终建成。

### 珍宝岛冲突
1969年3月2日，在珍宝岛边境冲突发生首次战斗期间，列奥诺夫指挥第57边防部队的作战行动。当时，部队正在向发生交火的区域——第57边防部队第1号和第2号哨所方向调派预备队并加强防御，同时对受伤的苏联边防军人进行了疏散。
1969年3月15日，在珍宝岛边境冲突的第二场战斗中，列奥诺夫亲自指挥第57边防部队作战。在战斗的关键时刻，他率领第135摩托化步兵师的T-62坦克排前出，支援由副团长叶夫根尼·扬申指挥的第57边防部队机动小组，目的是阻断中方预备队向珍宝岛西岸的推进。坦克排的先锋坦克（编号545号）在行动中被多发榴弹击中而被击毁。
在身受两处重伤的情况下，列奥诺夫被解放军狙击手射中心脏而亡，当时他正在逃离被掷弹兵击毁的坦克。他以军人礼仪被葬在伊曼市。

## 纪念
- 一条海参崴的街道以列奥诺夫的名字命名

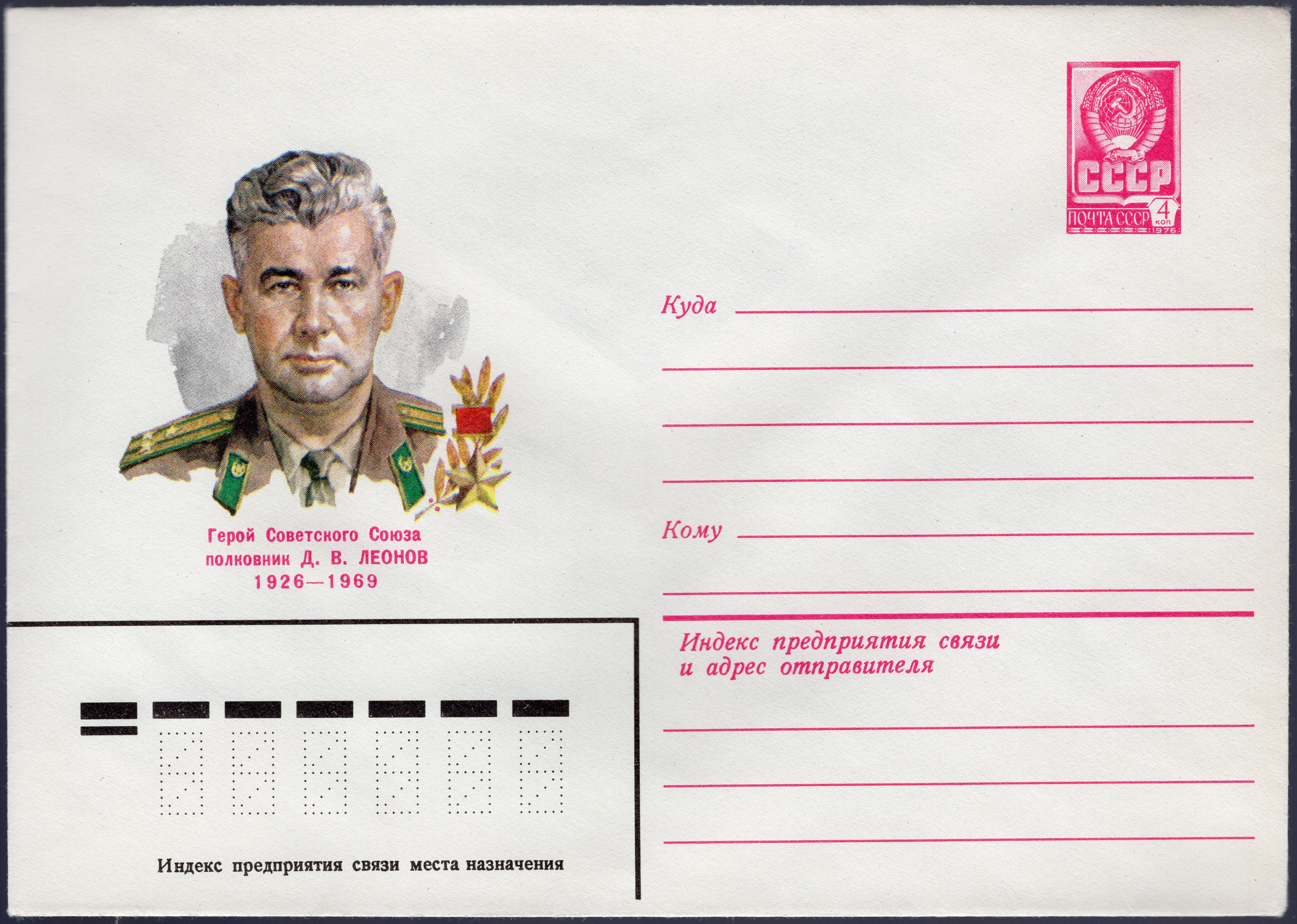
印有列奥诺夫头像的苏联邮票，发行于1980年

- 冷冻渔轮“德莫克拉特·列奥诺夫”，注册港为堪察加彼得罗巴甫洛夫斯克
- 在苏联时期，“德莫克拉特·列奥诺夫”的名字被用于命名马加丹第14中学的德鲁日纳
- 德莫克拉特·列奥诺夫的名字被刻在阿尔汉格尔斯克索洛姆巴拉（俄语：Соломбала）第52中学的纪念碑上
- 1980年，苏联通信部发行了一枚带有德·弗·列奥诺夫肖像的艺术邮票[3]

## 奖项和荣誉
- 1969年3月21日，苏联最高苏维埃主席团命令追授德米特里·弗拉基米罗维奇·列奥诺夫苏联英雄称号；[4]
- 1969年3月21日，追授列宁勋章

## 脚注
1. 1 2  . warheroes.ru.   [2020-09-13]. （原始内容存档于2011-09-12） （俄语）.
2. ↑  . mywebs.su.   [2020-09-13]. （原始内容存档于2022-05-24） （俄语）.
3. ↑  . soldat.ru.   [2020-09-13]. （原始内容存档于2022-05-31） （俄语）.
4. ↑  . pomnipro.ru.   [2020-09-13]. 原始内容存档于April 25, 2013 （俄语）.

## 延伸阅读
- Гладков Вадим. Мусалов Андрей Неспокойная граница. Год 1969-й — М.: Граница, 2018, ISBN 978-5-9933-0135-8

- Золотые звёзды Азербайджана. — Баку, 1975